# Снятинська гімназія імені Францішека Карпінського
Сня́тинська гімна́зія і́мені Франці́шека Карпі́нського (пол. Gimnazjum imienia Franciszka Karpińskiego w Śniatyniu) — історичний навчальний заклад у місті Снятин, восьмикласна гімназія змішаного типу (коедукаційна), що діяла протягом 1919—1939 років під польською адміністрацію та носила ім'я польського поета і драматурга доби Просвітництва Францішека Карпінського.

## Історія
Попередником польської гімназії була Снятинська реальна цісарсько-королівська школа (1908—1917) та Снятинська українська реальна державна школа доби ЗУНР. 
Гімназію утворено польським урядом у вересні 1919 року як наслідок ліквідації української державної школи доби Західноукраїнської Народної Республіки. Спочатку налічувала сім класів, а після 1924 року розширена до восьми, змінивши форму навчання на змішану — коедукаційну, приймаючи на навчання як юнаків, так і дівчат.
Українській гімназії довелося покинути своє попереднє приміщення й розташувати навчальний процес в іншій будівлі. Основний склад педагогічного колективу загалом зберігся. До нього приєдналися нові вчителі, зокрема Йосип Афтарчук, Еміліан Баран, Броніслав Хом’як, Арон Лігман, Генрі Голлендер та деякі інші.
Вчителі ж, що відмовились скласти присягу на вірність польській владі, втратили місце роботи без права на пенсію. Серед звільнених було чимало українців, активних учасників розбудови української державності. Значна їхня кількість була змушена покинути Снятин разом із вояками Української галицької армії, що чинили опір польській владі у західноукраїнських землях, а після встановлення влади Польщі зазнали переслідувань. Серед таких був і перший директор української державної реальної школи, сотник УГА Іван Ґдуля. 
Протягом 1919–1928 років істотно збільшилася кількість учнів гімназії — зі 101 до 243 осіб. Такий зріст учнів спричинило зарахування учнів із Коломийської гімназії та прийомом до навчального закладу дівчат як вільних слухачок, попри відсутність офіційних норм про спільне навчання юнаків та дівчат. В результаті звернень батьків та за відсутності явних заборон навчатися було дозволено й ученицям.
Посаду директора навчального закладу, який із 1924 року називався Гімназією імені Карпінського математико-природничого профілю, обіймав Владислав Ціхоцькі. Соціальний склад учнів представляв собою переважно дітей заможних селян та купців — вони становили близько половини від загальної кількості учнів, серед яких лише 28 дітей ремісників та 20 — службовців та військових. В навчальному закладі також навчалися 7 дітей робітників торгівлі та фабрик, тоді як діти сільськогосподарських працівників, що становили більшість населення повіту, були практично відсутні.
У міжвоєнний період становище українців у Польській Республіці погіршилося, особливо у галузі освіти. У 1930—1931 навчальному році із 287 учнів лише 66 становили українці. Викладання проводилося польською мовою, вивчення української дозволялося лише раз на тиждень — паралельно з уроками релігії, яку проводив священик Йосип Проць. Плата за навчання сягала 150 злотих на рік, до чого додавалися вступний внесок та витрати на підручники й навчальні матеріали. Водночас середньомісячна зарплата звичайного працівника становила дещо більше 10 злотих.
В останніх роках існування гімназії за директорства Яніни Розенгек, що походила з єврейської родини й за своїми поглядами підтримувала офіційну освітню політику Польщі, тиск на українських учнів істотно зріс. Зокрема, директорка відрахувала 64 українців за відмову читати молитву «Отче наш» польською мовою — цей крок розкритикували навіть деякі польські освітні кола.
У 1938 році відбувся останній випуск восьмого класу гімназії. У зв'язку з освітньою реформою, яка розділила навчальні заклади на гуманітарні та природничі ліцеї, Розенгек було звільнено з посади директорки та призначено на її місце І. Піскозуба. Усі спроби Розенгек відновитися на цій посаді за допомогою судового розгляду виявились безуспішними, попри зусилля її синів адвокатів. Водночас вона залишалась працювати заступником директора з навчальної роботи.

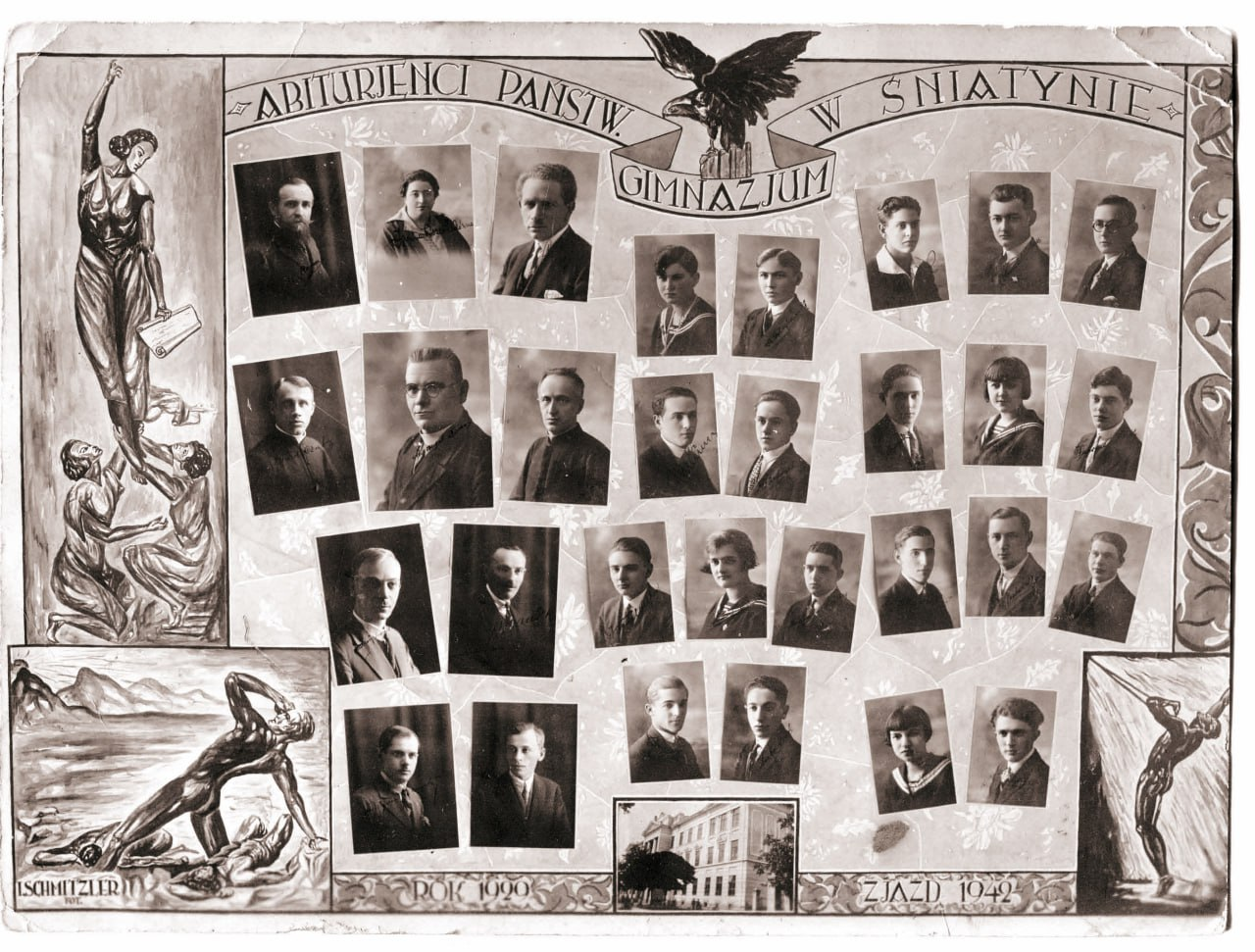
Випуск 1929 року Снятинської гімназії імені Ф. Карпінського, з'їзд 1942 року.

У цей час гімназія носила назву Гімназії чотирикласної змішаної, для юнаків та дівчат, нового типу. Наступні чотири класи було сформовано як ліцей гуманістичного профілю.
У 1938 році ненадовго посаду директора обійняв Юліан‑Станіслав Косінський, який до цього керував міською школою в районі Балки, розташованої на виїзді у напрямку Чернівців. Після місцевих виборів він був обраний бургомістром міста Снятин. В останній рік існування гімназії посаду директорки знову обійняла Яніна Розенгек, у шлюбі Крензльова.

## Відомі учні
- Василь Андрусяк — український військовий діяч, полковник Української повстанської армії.
- Гоїв Зенон-Ярослав Іванович — український військовий та громадсько-культурний діяч, член ОУН.
- Отто Рікріх — офіцер гестапо, рятівник жителів Снятина від нацистських репресій 1941—1944 років.
- Микола Плав'юк — український політичний і громадський діяч в еміграції, останній президент УНР в екзилі протягом 1989—1992 років, п'ятий голова Організації українських націоналістів протягом 1979—2012 років, публіцист, співорганізатор та один з президентів Світового конгресу українців.